# Альфредо Рохас
Альфредо Рохас (ісп. Alfredo Rojas, 20 лютого 1937, Ланус — 16 червня 2023) — аргентинський футболіст, що грав на позиції нападника. Біля воріт суперника він агресивно грав ліктями і завдяки своїй рухливості і стрибку часто обганяв захисників і пробивав головою, за що отримав прізвисько «Танк» (ісп. El Tanque). У 1956—1968 роках забив 124 м'ячі в чемпіонаті, більшість з яких головою.
Виступав, зокрема, за клуб «Бока Хуніорс», з яким став чемпіоном Аргентини, а також національну збірну Аргентини, у складі якої був учасником двох чемпіонатів світу та срібним призером Південної Америки.

## Клубна кар'єра
У дорослому футболі дебютував 1956 року виступами за команду «Ланус», в якій провів три сезони, взявши участь у 57 матчах чемпіонату.
Після чемпіонату світу 1958 року Рохаса помітили європейські клуби і він перейшов у іспанську «Сельту», але за підсумками першого ж сезону команді покинула Прімеру, після чого аргентинець перейшов у інший місцевий клуб «Реал Бетіс», де провів ще два сезони у іспаніській Прімері.

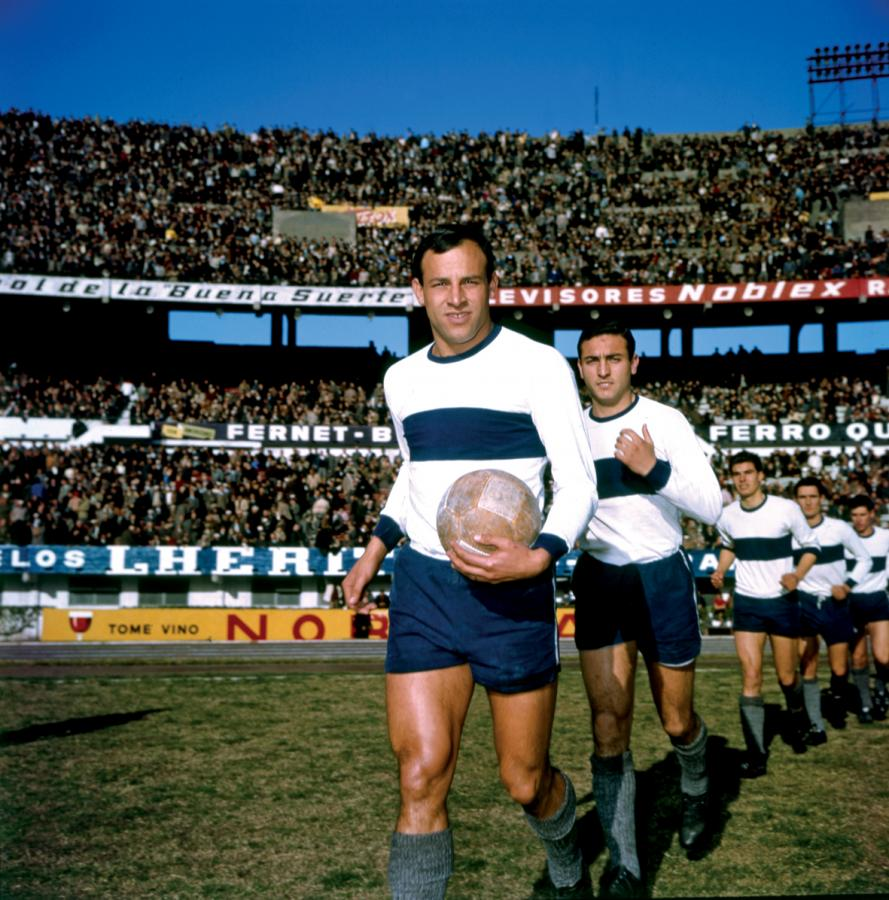
Альфредо Рохас виводить «Хімнасію і Есгріму» на «Естадіо Монументаль». 1962 рік.

1961 року Альфредо повернувся на батьківщину, ставши гравцем «Рівер Плейту». Втім у новому клубі він був запасним гравцем, програвши конкуренцію Луїсу Артіме, тому наступного року він перейшов до «Хімнасії і Есгрімі», де став основним форвардом, забивши 35 голів за три сезони, завдяки чому у 1964 році їм зацікавився інший аргентинський гранд «Бока Хуніорс».
Відіграв за «Бока Хуніорс» наступні чотири сезони своєї ігрової кар'єри. Більшість часу, проведеного у складі команди з Буенос-Айреса, був основним гравцем атакувальної ланки і одним з головних бомбардирів команди, маючи середню результативність на рівні 0,42 гола за гру першості — у 102 матчах він забив 46 голів і став одним з кумирів вболівальників . За цей час виборов титул чемпіона Аргентини у 1965 році. Це дозволило йому тричі брати участь у Кубку Лібертадорес, головному клубному континентальному турнірі. Він дійшов до півфіналу Кубка Лібертадорес 1965 року, де його команда поступилася майбутнім переможцям турніру — «Індепендьєнте» (Авельянеда). Рохас також дійшов до півфіналу Кубка Лібертадорес 1966 року з «Бока Хуніорс».
У сезоні 1969 року Рохас виступав за уругвайський «Пеньяроль», після чого відправився до Чилі, де грав за клуби «О'Хіггінс» та «Універсідад Католіка», де і завершив ігрову кар'єру.

## Виступи за збірну
1958 року дебютував в офіційних матчах у складі національної збірної Аргентини. Того ж року поїхав на чемпіонату світу 1958 року у Швеції, де отримав травму в першому матчі проти Західної Німеччини та не грав у двох інших матчах своєї команди. Пізніше він поїхав і на чемпіонат світу 1966 року в Англії, де Аргентина дійшла до чвертьфіналу, але не зіграв у жодному поєдинку.
Наступного року у складі збірної був учасником Чемпіонату Південної Америки 1967 року в Уругваї, де разом з командою здобув «срібло». Рохас грав у трьох матчах — проти Парагваю, Болівії та Уругваю. Також він виграв з командою товариський Кубок націй у Бразилії в 1964 році.
Протягом кар'єри у національній команді, яка тривала 10 років, провів у її формі 15 матчів, забивши 1 гол.

## Титули і досягнення
- Чемпіон Аргентини (1):

«Бока Хуніорс»: 1965
- Срібний призер Чемпіонату Південної Америки: 1967

## Галерея

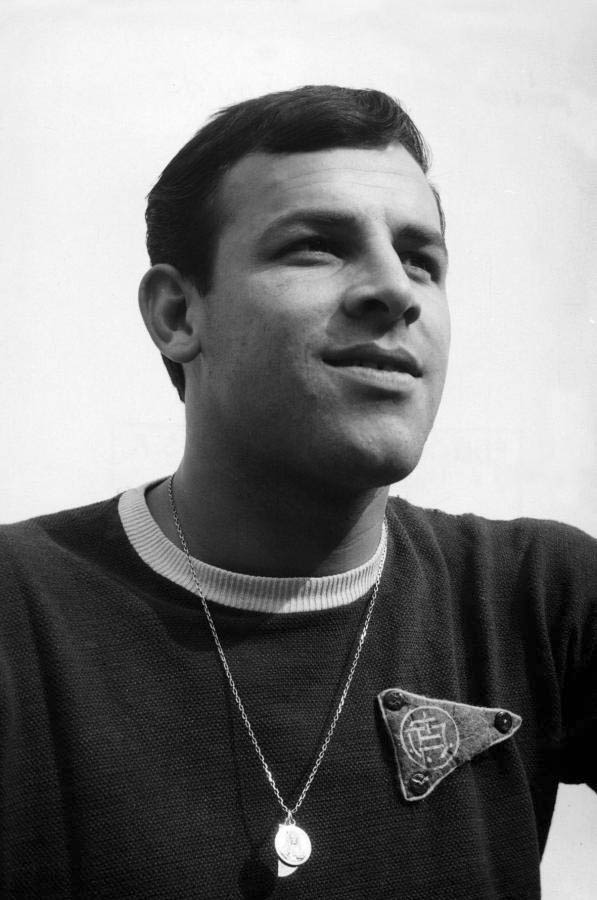
Альфредо Рохас у складі «Лануса» (1956–1958)
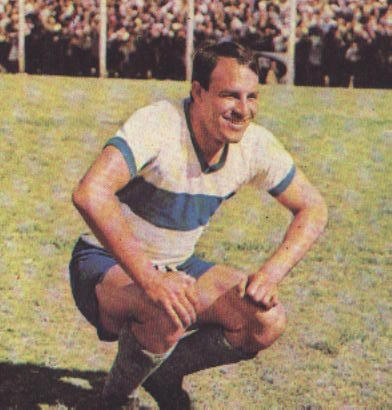
Альфредо Рохас у складі «Хімнасії і Есгріми» (1962–1964)
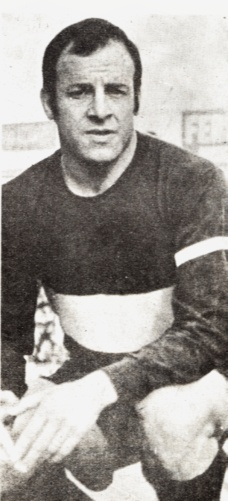
Альфредо Рохас у складі «Бока Хуніорс» (1964–1968)
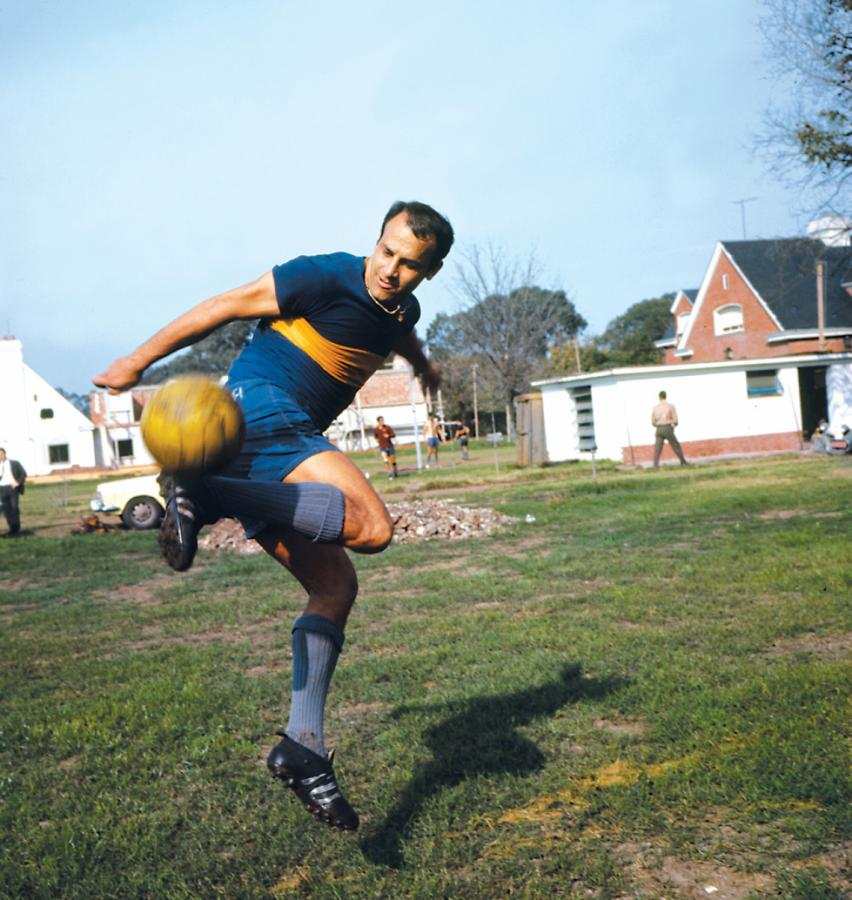
Альфредо Рохас в академії «Бока Хуніорс» La Candela. 1964 рік.